# Uma Rosa com Amor
Uma Rosa com Amor est une telenovela brésilienne de 2010 produite par SBT.

## Synopsis
Serafina Rose est une jeune fille simple qui vit dans un village de St. Paul, surnommé immeuble avec ses parents Giovanni, Amalia, sa sœur Thérèse, qui est fiancée à Miltom et son frère Dino. Elle travaille en compagnie de Claude, un industriel français qui a besoin d'un visa de séjour permanent au Brésil et peut commencer une grande entreprise avec quelque dix millions d'Américains. Serafina est en amour avec le patron, mais il ne peut l'imaginer.
Claude a une éruption cutanée étrange que chaque fois qu'il entend le mot mariage, commence à éternuer, toux, hoquet, etc. Tous les résidents du bidonville sont menacés d'expulsion et ont besoin d'un million de dollars pour être en mesure de l'acheter. Claude est engagé à Nara, une fille femme ambitieuse de Giles, qui travaille avec Claude et est aussi un homme ambitieux. Nara est le Ercy meilleur ami. Serafina et Nara finir par connaître un magasin de tissus et de discuter, mais Serafina même imaginer que Nara est fiancé à Claude.
Un jour, Claude découvre à travers Frazão, son partenaire et meilleur ami, il va devoir se marier afin de commencer des affaires avec les Américains. L'un des Américains qui veulent faire du commerce est M. Claude Smith, un homme d'affaires prospère qui a rencontré Serafina après avoir trouvé son portefeuille et il est revenu.
Ainsi, au lieu Je l'ai emmené dans un restaurant. Mais Claude ne peut pas se marier Nara, car elle est toujours mariée à un homme qui a fui et laissé ses deux enfants en créant votre propre: Bob, un garçon téméraire et Rachel, une jeune fille douce qui sort avec Sergio, le fils de Jeanne, qui vivent dans immeuble. Joan rêves Sergio qui suivent une carrière d'acteur, comme elle l'était par le passé.

## Acteurs et personnages
- Carla Marins : Serafina Rosa Petroni Geraldy[1]
- Cláudio Lins : Claude Antoine Geraldy[2]
- Betty Faria : Amália Petroni[3]
- Edney Giovenazzi : Giovanni Petroni[4]
- Mônica Carvalho : Nara Paranhos de Vasconcelos[5]
- Toni Garrido : Frazão[6]
- Isadora Ribeiro : Roberta Vermont[7]
- Patrícia Dejesus : Alabá[8]
- Carlo Briani : Amando de Egídio Chaves (Dr. Olegário Paranhos)[9]
- João Acaiabe : Pimpinoni[10]
- André Cursino : Sérgio Camargo[11]
- Jussara Freire : Pepa[12]
- Roberto Arduim : Mr Carl Smith[13]
- Maria Cláudia : Mrs. Elizabeth Smith[14]
- Rubens Caribé : Hugo Lombardi / Antoninho Rosa Batateira[15],[16]
- Fábio Rhoden : Roberto Paranhos de Vasconcelos (Beto)[17]
- Sabrina Petraglia : Terezinha Petroni[18]
- Luciana Vendramini : Ninica[19]
- Gisele Fraga : Alzira[20]
- Ana Carolina Lima : Ercy Andrade[21]
- Nilton Bicudo : Afrânio[22]
- Joana Limaverde : Janete[23]
- Lúcia Alves (pt) : Joana Camargo (Joana Carioca)[24]
- Felipe Lima : Milton Rosa Batateira[25]
- Clarisse Abujamra : Catarina Rosa Batateira[26]
- Etty Fraser : Antonieta Alves[27]
- Renato Scarpin : Dr. Freitas[28]
- Daniel Uemura : Gurgel[29]
- Marina Stacciarini : Raquel Paranhos de Vasconcelos[30]
- Mila Ribeiro : Dádi[31]
- Greta Antoine : Cleide Rosa Batateira[32]
- Bruno Bezerra : Dino Petroni[33]
- Márcia Kaplun  : Elisa[34]
- Elan Lima : Colibri
- Luís Carlos Bahia : Zequias
- Cidinha Milan : Genô (Genoveva)
- Fernão Lacerda : Oscar
- Vanessa Kseib : Sílvia (Silvinha)
- João Pedro Carvalho : Joãozinho[35]
- Pietra Pan : Miriam[36]
- João Vitti : Carlos Vasconcelos
- Flávio Dias : Barão do Cortiço
- Eduardo Silva : Velho Tobias